# Eduardas Kurskis
Eduardas Kurskis est un joueur de football né le 17 octobre 1976 à Šiauliai. 
Il fait 1,90 m et joue actuellement en championnat d'Écosse, au Heart of Midlothian FC comme gardien de but.
Kurskis est arrivé aux Hearts en prêt du FBK Kaunas en janvier 2007.
Il avait auparavant joué toute sa carrière dans son pays natal. Après avoir débuté en 1995 au FBK Kaunas, il est parti l'année suivante dans sa ville natale au Kareda Šiauliai. Il est retourné à FBK Kaunas en 2000.
Ses bonnes performances lui ont ouvert les portes de la sélection en 2002 et 2003.

## Carrière
- 1995 - 1996 : FBK Kaunas  ( Lituanie)
- 1996 - 2000 : FK Šiauliai  ( Lituanie)
- 2000 - janvier 2007 : FBK Kaunas ( Lituanie)
- janvier 2007 - 2008 : Heart of Midlothian  ( Écosse)

## International
- 6 sélections en équipe de Lituanie entre 2002 et 2003